# Гражданска война във Византия (1376 – 1379)
Вижте пояснителната страница за други значения на Гражданска война във Византия.
Гражданска война във Византия 1376-1379 година е поредица от военни конфликти между Йоан V Палеолог и Андроник IV Палеолог за надмощие във Византийската империя.

## Предпоставки
Йоан V сваля след двегодишна гражданска война дошлия на власт след друга такава война – Йоан VI Кантакузин, и става едноличен владетел на Византия. Неговото управление, обаче е катастрофално – Византийската империя е обградена отвсякъде от врагове, и губи значителни територии. Виждайки това сина на Йоан V – Андроник подготвя преврат срещу баща си, който се оказва неуспешен, и Андроник е пратен в затвор в една кула.

## Военни действия
През 1376 Андроник избягва заедно със съпругата си от кулата където е заточен с помощта на генуезците. След Андроник IV обещава на турския султан да му хариже крепостта Галиполи, в замяна на което Мурад I се задължава да му помогне срещу баща му Йоан V и брат му Мануил. Начело на конница от турци и малко византийци Андроник овладява Константинопол, след което хвърля в затвора баща си и брат си.
През 1377 Йоан VII е коронясан за съимператор на баща си.
Венеция вижда, че Андроник изпада в зависимост от Генуа (генуезци му помагат да избяга от затвора), което е неприемливо за нея, имайки се предвид търговските „апетити“ на републиката към Византия. Затова през 1379 венециански екипажи превземат затвора, където са заключени Йоан V и Мануил и ги освобождават. Малко след това Андроник IV е свален, а на трона е реабилитиран баща му Йоан V.
Андроник запазва титула си на съимператор и се оттегля в област близо до Цариград, където умира преди баща си на 28 юни 1385 година.

## Последствия
Последствията от гражданската война са катастрофални. В нея турците разграбват последните останали земи на Византия, която е хвърлена в колапс. Военния конфликт води до забързване на края на Византия, която пада след седемдесет и три години под турска власт.
--31.211.136.203 20:36, 26 ноември 2011 (UTC)